# Ланге, Самуэль де (младший)
Самуэль де Ланге младший (нидерл. Samuel de Lange jr.; 22 февраля 1840, Роттердам — 6 июля 1911, Штутгарт) — нидерландский пианист, органист, композитор и музыкальный педагог. Сын органиста Самуэля де Ланге старшего, брат Даниэля де Ланге.

## Биография
Учился у Александра Винтербергера (орган), Йоханнеса Верхулста и Бертольда Дамке (композиция) и Карла Микули (фортепиано). По приглашению Микули вместе с братом в 1860—1863 гг. преподавал фортепиано в Львовской консерватории, затем вернулся в Нидерланды и до 1874 г. преподавал и работал органистом в Роттердаме. Затем в 1874—1875 гг. преподавал в Базеле, некоторое время жил и работал в Париже, в 1877—1885 гг. был профессором Кёльнской консерватории и дирижировал Кёльнским мужским хором. Затем работал органистом в Амстердаме и Гааге, но остался неудовлетворён уровнем музыкальной жизни в Нидерландах и уехал в Германию, где на протяжении ряда лет был заместителем директора Штутгартской консерватории Иммануэля Файста, а в 1900—1907 гг. возглавлял это учебное заведение.
Как органист де Ланге тяготел, вслед за своим отцом, к баховскому репертуару и в 1870 г. стал одним из членов созданного де Ланге старшим Нидерландского Баховского общества. Он редактировал и публиковал произведения Баха, а также Джироламо Фрескобальди и Георга Муффата, опубликовал учебное пособие для органистов по игре на педали (нем. Tägliche Übungen im Pedalspiel). Как пианист де Ланге первым в Нидерландах сыграл в 1871 г. Первый фортепианный концерт Брамса, как дирижёр — первым в Нидерландах исполнил «Реквием» Берлиоза (1887). Композитору Ланге принадлежат 13 струнных квартетов, симфонии, около 80 органных сочинений, около 90 песен, камерная музыка — в общей сложности около 800 работ. Его сочинения для виолончели входили в репертуар ведущих исполнителей эпохи — Фридриха Грюцмахера и Хуго Беккера.